# Liste der Kulturgüter in Duillier
Die Liste der Kulturgüter in Duillier enthält alle Objekte in der Gemeinde Duillier im Kanton Waadt, die gemäss der Haager Konvention zum Schutz von Kulturgut bei bewaffneten Konflikten, dem Bundesgesetz vom 20. Juni 2014 über den Schutz der Kulturgüter bei bewaffneten Konflikten sowie der Verordnung vom 29. Oktober 2014 über den Schutz der Kulturgüter bei bewaffneten Konflikten unter Schutz stehen.
Objekte der Kategorie A sind vollständig in der Liste enthalten, Objekte der Kategorie B sind im Gemeindegebiet nicht ausgewiesen, Objekte der Kategorie C fehlen zurzeit (Stand: 1. Januar 2023).

## Kulturgüter
| Foto |                                                           | Objekt | Kat. | Typ | Standort                              | Beschreibung |
| ---- | --------------------------------------------------------- | --- | ---- | --- | ------------------------------------- | ------------ |
| ja   | Datei hochladen · Wikidata zu Schloss Duillier (Q2969163) | Schloss Duillier mit Wohnhaus, fünf angrenzenden Bauernhäusern und überdachtem Springbrunnen / Château de Duillier avec maison d’habitation, cinq ruraux accolés et fontaine couverte KGS-Nr.: 06053 | A    | G   | Rue du Château 14 a–d 507388 / 140208 |              |
| ja   | Datei hochladen · Wikidata zu Zehntenscheune (Q3115329)   | Zehntenscheune / Grange des dîmes KGS-Nr.: 06054 | A    | G   | Chemin de Calève 1 507289 / 140391    |              |